# Anthurium grandifolium
Espèce
Anthurium grandifolium est une espèce de plante de la famille des Araceae originaire des Antilles.

## Synonymes
- Anthurium amplum Kunth
- Anthurium cordifolium (Raf.) Kunth
- Anthurium costatum K. Koch & C.D. Bouché
- Anthurium hahnii Engl.
- Anthurium longispathum Carrière
- Anthurium macrophyllum (Sw.) Schott
- Anthurium wullschlaegelii Engl.
- Pothos grandifolia Jacq. (basionyme)
- Pothos macrophyllus Sw.

## Description

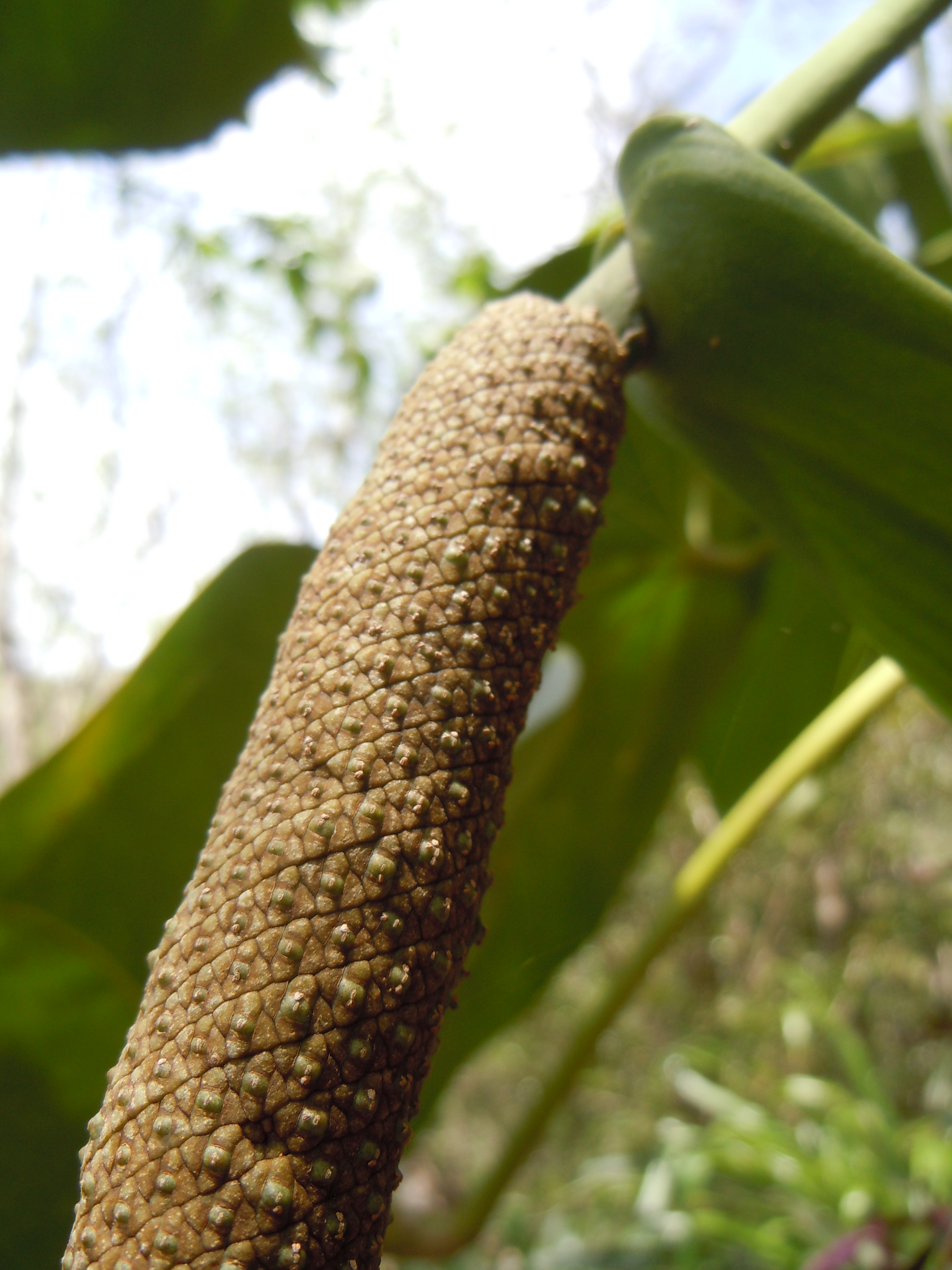
Détail du spathe de Anthurium macrophyllum

- Grandes feuilles atteignant un mètre de haut
- Spathe tombant et très allongé

## Répartition
Jamaïque, Guadeloupe, Martinique, Marie-Galante, Dominique, Montserrat, Sainte-Lucie